# لنسینگ (ایلینوی)
لنسینگ (به انگلیسی: Lansing) یک روستا در ایالات متحده آمریکا است که در شهرستان کوک و در حومه شهر شیکاگو (در جنوب آن) واقع شده‌است.
لنسینگ ۱۹٫۴۷ کیلومتر مربع مساحت و ۲۹٬۰۷۶ (آمار سال ۲۰۲۰) نفر جمعیت دارد.